# St. Louis Rams 2007
La stagione 2007 dei St. Louis Rams è stata la 70ª della franchigia nella National Football League e la 13ª a St. Louis, Missouri La squadra terminò all'ultimo posto della division con un record di 3-13, mancando i playoff per il secondo anno consecutivo.

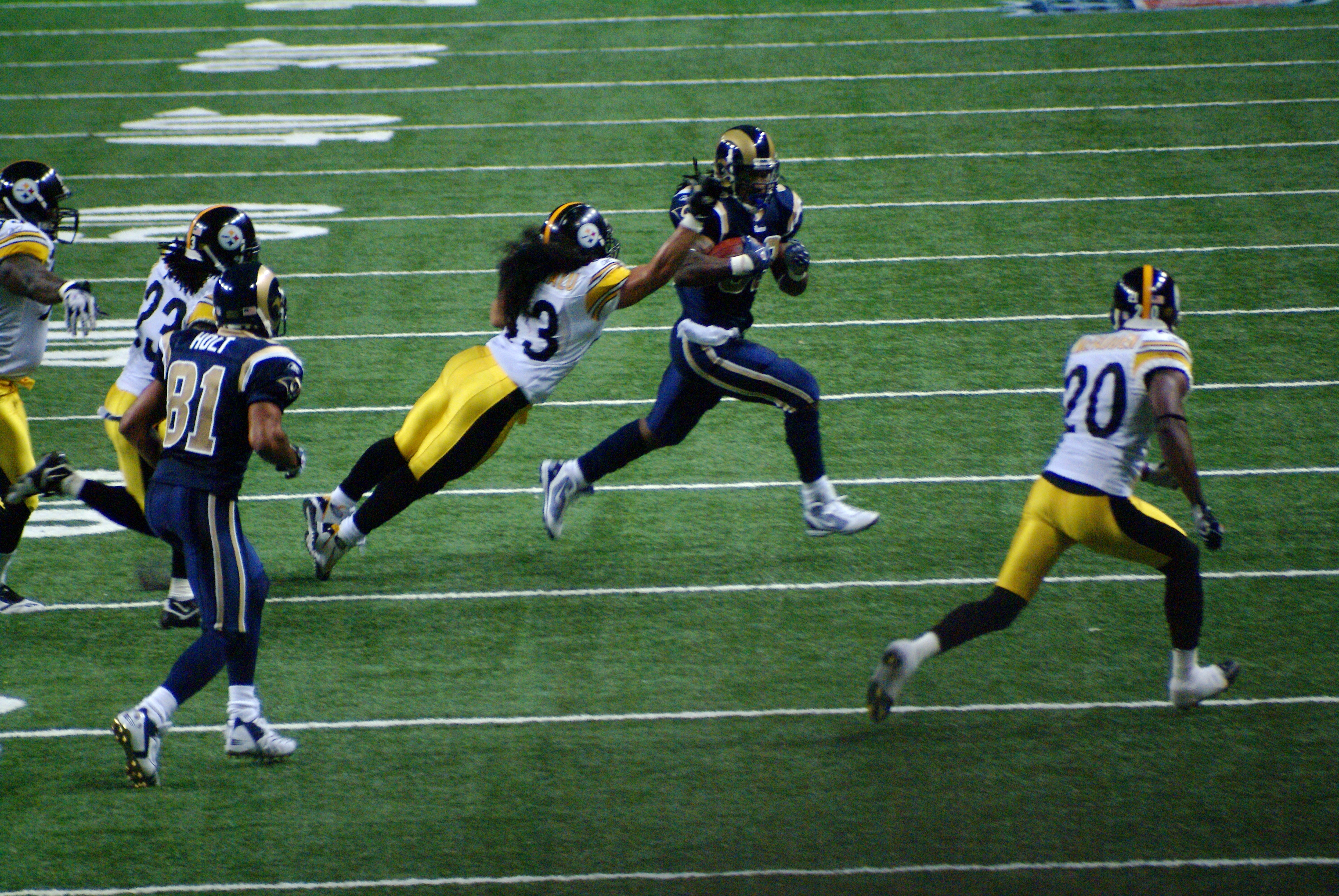
I Rams ospitano i Pittsburgh Steelers nel penultimo turno della stagione 2007

## Scelte nel Draft 2007
| Scelte dei Rams nel Draft 2007 |        |                 |                  |                      |
| Giro                           | Scelta | Giocatore       | Ruolo            | College              |
| 1                              | 13     | Adam Carriker   | Defensive End    | Nebraska             |
| 2                              | 52     | Brian Leonard   | Fullback         | Rutgers              |
| 3                              | 84     | Jonathan Wade   | Cornerback       | Tennessee            |
| 5                              | 139    | Dustin Fry      | Center           | Clemson              |
| 5                              | 154    | Clifton Ryan    | Defensive Tackle | Michigan State       |
| 6                              | 190    | Ken Shackleford | Offensive Tackle | Georgia              |
| 7                              | 248    | Keith Jackson   | Defensive Tackle | Arkansas             |
| 7                              | 249    | Derek Stanley   | Wide Receiver    | Wisconsin–Whitewater |

## Roster
| Roster dei St. Louis Rams nel 2007 |
| --- |
| Quarterback - 3 Brock Berlin - 10 Marc Bulger - 12 Gus Frerotte Running Back - 39 Steven Jackson - 23 Brian Leonard - 22 Travis Minor - 49 Richard Owens - 30 Antonio Pittman Wide Receiver - 83 Drew Bennett - 80 Isaac Bruce - 81 Torry Holt - 89 Dane Looker - 19 Derek Stanley Tight End - 88 Joe Klopfenstein - 84 Randy McMichael Offensive Linemen - 70 Alex Barron T - 72 Milford Brown G - 77 Brandon Gorin T - 60 Nick Leckey C - 67 Andy McCollum C - 71 Rob Petitti T - 65 Brett Romberg G - 75 Claude Terrell G Defensive Linemen - 94 Victor Adeyanju DE - 90 Adam Carriker DT - 97 La'Roi Glover DT - 96 James Hall DE - 91 Leonard Little DE - 92 Eric Moore DE - 95 Clifton Ryan DT Linebacker - 54 Brandon Chillar ILB - 53 Quinton Culberson OLB - 52 Chris Draft MLB/OLB - 50 Pisa Tinoisamoa OLB - 51 Will Witherspoon Defensive Back - 21 Oshiomogho Atogwe FS - 24 Ron Bartell CB - 41 Eric Bassey FS - 34 Fakhir Brown CB - 25 Corey Chavous SS - 35 Todd Johnson SS - 20 Jonathan Wade CB - 27 Lenny Walls CB Special Team - 5 Donnie Jones P - 45 Chris Massey LS - 14 Jeff Wilkins K Lista delle riserve - 73 Adam Goldberg T (IR) - 82 Dante Hall WR (IR) - 26 Tye Hill CB (IR) - 68 Richie Incognito G (IR) - 76 Orlando Pace T (IR) - 66 Mark Setterstrom C (IR) |
| Legenda - I rookie sono in corsivo. - Il primo ruolo è il principale mentre gli eventuali successivi indicano i ruoli secondari. - (IR) sta per Injured Reserve ed indica la lista ristretta per un solo giocatore infortunato che può tornare ad allenarsi dopo la settimana 6 e a rientrare in prima squadra dopo che questa ha giocato 8 partite. - (NF-Inj.) / (NF-Ill.) stanno rispettivamente per Non-Football Injured e Non-Football Illness ed indicano le liste dove viene inserito un giocatore che ha un infortunio o una malattia non dipendente dal football americano. - (PUP) sta per Physically Unable to Perform ed indica la lista dove viene inserito un giocatore mentre è in attesa di recuperare la condizione fisica. Nella stagione regolare dopo la sesta partita giocata dalla propria squadra, il giocatore ha tempo tre settimane per riprendere ad allenarsi, più tre settimane aggiuntive dal suo rientro agli allenamenti per rientrare in prima squadra. |

## Calendario
| Stagione regolare |                         |                    |                    |                               |                    |
| Turno             | Avversario              | Risultato          | Risultato          | Stadio                        | Sintesi            |
| Turno             | Avversario              | Punteggio          | Record             | Stadio                        | Sintesi            |
| 1                 | Carolina Panthers       | S 27–13            | 0–1                | Edward Jones Dome             | [ 2 ]              |
| 2                 | San Francisco 49ers     | S 17–16            | 0–2                | Edward Jones Dome             | [ 3 ]              |
| 3                 | at Tampa Bay Buccaneers | S 24–3             | 0–3                | Raymond James Stadium         | [ 4 ]              |
| 4                 | at Dallas Cowboys       | S 35–7             | 0–4                | Texas Stadium                 | [ 5 ]              |
| 5                 | Arizona Cardinals       | S 34–31            | 0–5                | Edward Jones Dome             | [ 6 ]              |
| 6                 | at Baltimore Ravens     | S 22–3             | 0–6                | M&T Bank Stadium              | [ 7 ]              |
| 7                 | at Seattle Seahawks     | S 33–6             | 0–7                | Qwest Field                   | [ 8 ]              |
| 8                 | Cleveland Browns        | S 27–20            | 0–8                | Edward Jones Dome             | [ 9 ]              |
| 9                 | Settimana di pausa      | Settimana di pausa | Settimana di pausa | Settimana di pausa            | Settimana di pausa |
| 10                | at New Orleans Saints   | V 37–29            | 1–8                | Louisiana Superdome           | [ 10 ]             |
| 11                | at San Francisco 49ers  | V 13–9             | 2–8                | Candlestick Park              | [ 11 ]             |
| 12                | Seattle Seahawks        | S 24–19            | 2–9                | Edward Jones Dome             | [ 12 ]             |
| 13                | Atlanta Falcons         | V 28–16            | 3–9                | Edward Jones Dome             | [ 13 ]             |
| 14                | at Cincinnati Bengals   | S 19–10            | 3–10               | Paul Brown Stadium            | [ 14 ]             |
| 15                | Green Bay Packers       | S 33–14            | 3–11               | Edward Jones Dome             | [ 15 ]             |
| 16                | Pittsburgh Steelers     | S 41–24            | 3–12               | Edward Jones Dome             | [ 16 ]             |
| 17                | at Arizona Cardinals    | S 48–19            | 3–13               | University of Phoenix Stadium | [ 17 ]             |

## Classifiche
| NFC West             |    |    |   |      |     |      |     |     |     |
|                      | V  | S  | P | %    | DIV | CONF | PF  | PS  | STR |
| (3) Seattle Seahawks | 10 | 6  | 0 | .625 | 5–1 | 8–4  | 393 | 291 | S1  |
| Arizona Cardinals    | 8  | 8  | 0 | .500 | 3–3 | 5–7  | 404 | 399 | V2  |
| San Francisco 49ers  | 5  | 11 | 0 | .313 | 3–3 | 4–8  | 219 | 364 | S1  |
| St. Louis Rams       | 3  | 13 | 0 | .188 | 1–5 | 3–9  | 263 | 438 | S4  |